# 奪衣婆

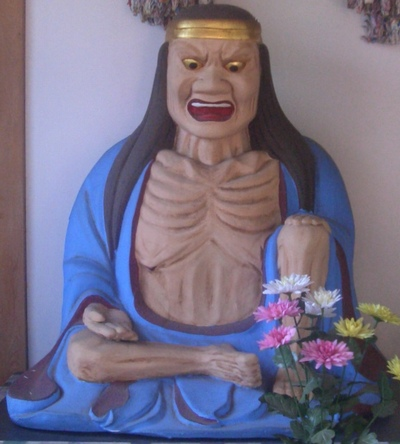
埼玉県川口市・西福寺地蔵堂の奪衣婆像

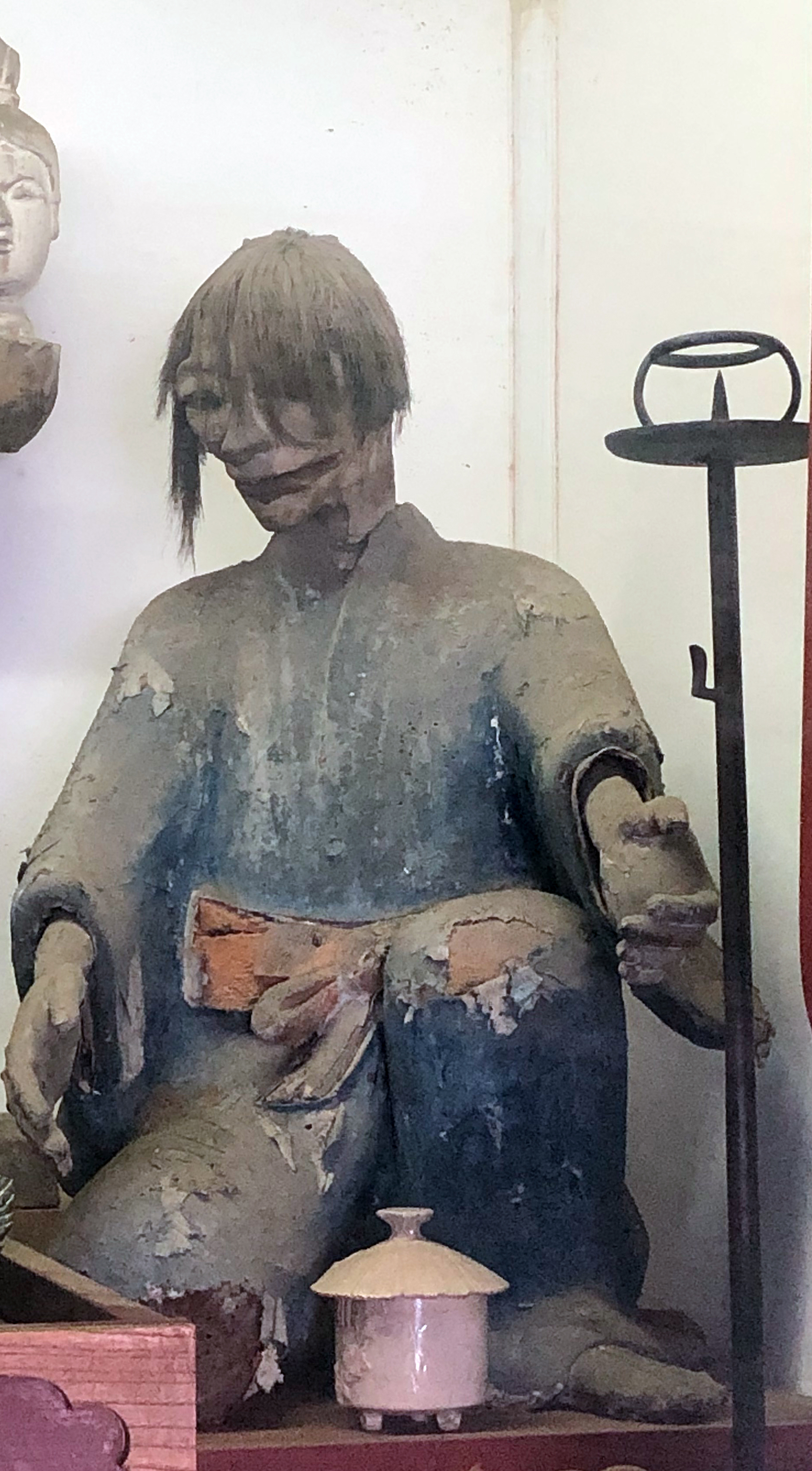
奪衣婆, 中津市・圓龍寺

奪衣婆（だつえば）は、三途川（葬頭河）で亡者の衣服を剥ぎ取る老婆の鬼。脱衣婆、葬頭河婆（そうづかば）、正塚婆（しょうづかのばば）姥神（うばがみ）、優婆尊（うばそん）とも言う。
多くの地獄絵図に登場する奪衣婆は、胸元をはだけた容貌魁偉な老婆として描かれている。例えば『熊野観心十界曼荼羅』に登場する奪衣婆は獄卒の鬼よりも大きい。日本の仏教では、人が死んだ後に最初に出会う冥界の官吏が奪衣婆とされている。奪衣婆は盗業を戒めるために盗人の両手の指を折り、亡者の衣服を剥ぎ取る。剥ぎ取った衣類は懸衣翁という老爺の鬼によって川の畔に立つ衣領樹という大樹に掛けられる。衣領樹に掛けた亡者の衣の重さにはその者の生前の業が現れ、衣が掛けられた衣領樹の枝のしなりぐあいで罪の重さがはかられ、その重さによって死後の処遇を決めるとされる。
経典での奪衣婆の初出は、中国の経典『仏説閻羅王授記四衆逆修七往生浄土経』をもとに、日本で12世紀末で成立した偽経『仏説地蔵菩薩発心因縁十王経』である。『仏説閻羅王授記四衆逆修七往生浄土経』は日本に招聘された中国僧によって10世紀には説かれており、『法華験記』（1043年）には、奪衣婆と同様の役目を持つ「媼の鬼」という鬼女が登場することから、奪衣婆の原型は地蔵十王経成立以前から存在していたと考えられる。
奪衣婆は鎌倉時代以降、説教や絵解の定番の登場人物となり、服がない亡者は身の皮を剥がれる、
三途川の渡し賃である六文銭を持たずにやってきた亡者の衣服を剥ぎ取る
など、さまざまな設定や解説が付け加えられた。
近世には、奪衣婆は閻魔大王の妻であるという説も現れる。時代とともに奪衣婆がクローズアップされるのに対し、懸衣翁は影が薄くなり、全く登場しない話も多い。
江戸時代末期には民間信仰の対象とされ、奪衣婆を祭ったお堂などが建立された。民間信仰における奪衣婆は、疫病除けや咳止め、特に子供の百日咳に効き目があるといわれた。東京都世田谷区の宗円寺、新宿区の正受院が奪衣婆を祀る寺として知られる。正受院の奪衣婆尊は、咳が治ると綿が奉納され、像に綿がかぶせられたことから「綿のおばあさん」「綿のおばば」などとも呼ばれた。
柳田国男は『妹の力』のなかで、奪衣婆信仰は日本に古くからあった姥神信仰が習合変化したものと考察している。